# Тропарёво (муниципальный округ)
Тропарёво — бывший муниципальный округ Москвы, просуществовавший с 1991 года по 1993 год, когда его территория была объединена с территорией муниципального округа «Никулино» и был образован муниципальный округ «Тропарёво-Никулино».
Муниципальный округ получил название по бывшей деревне Тропарёво, вошедшей в состав Москвы в 1960 году.

## История
Муниципальные округа «Тропарёво» и «Никулино» были созданы в ходе административной реформы 1991 года на части территории бывшего Гагаринского района Москвы и входили в состав Западного административного округа Москвы.
28 сентября 1993 года муниципальные округа «Тропарёво» и «Никулино» были объединены в единый муниципальный округ «Тропарёво-Никулино». После принятия 5 июля 1995 году закона «О территориальном делении города Москвы» он получил статус района Москвы «Тропарёво-Никулино».

## Границы муниципального округа
Согласно распоряжению мэра Москвы «Об установлении временных границ муниципальных округов Москвы» граница муниципального округа «Тропарёво» проходила:
от пересечения Ленинского проспекта и проспекта Вернадского по проспекту Вернадского до северной границы жилого массива, по границе с лесопарком до пересечения улицы 26 Бакинских Комиссаров и Ленинского проспекта, по Ленинскому проспекту до пересечения с проспектом Вернадского.